# Daisuke Miyazaki
Daisuke Miyazaki (Ōita, 6 de junio de 1981) es un exjugador de balonmano japonés. Su último equipo fue el Osaki Osol de su país. 
Fue un componente de la selección de balonmano de Japón.
Miyazaki es conocido en España por su paso por el BM Alcobendas en la temporada 2009-10.

## Clubes
- Osaki Osol (2003-2009)
- BM Alcobendas (2009-2010)
- Osaki Osol (2010-2019)